# Reinhard Eiben
Reinhard Eiben (* 4. prosince 1951 Zwickau, Sasko) je bývalý východoněmecký vodní slalomář, kanoista závodící v kategorii C1.
Na mistrovstvích světa získal dvě zlaté (C1 – 1973; C1 družstva – 1977) a dvě stříbrné medaile (C1 družstva – 1973, 1975). Na Letních olympijských hrách 1972 zvítězil v individuálním závodě C1.